# Atomwaffen Division
L'Atomwaffen Division ("atomwaffen" significa "armi nucleari" in tedesco), nota anche come Fronte di Resistenza Nazionalsocialista, fu un'organizzazione terroristica internazionale di estrema destra e neonazista. Fondata nel 2015 da Brandon Russell e con sede negli Stati Uniti meridionali, si è poi espansa in tutti gli Stati Uniti, in Argentina e nel Regno Unito, e da lì in Canada, in Germania, in Italia, negli Stati baltici e in altri paesi europei. Il gruppo è stato descritto come parte dell'alt-right da alcuni giornalisti, anche se rifiutò quest'etichetta, ed è stato considerato un gruppo d'odio pericoloso dal Southern Poverty Law Center ed è anche stato designato come gruppo terroristico da diversi governi, tra cui il Regno Unito e il Canada. I membri di questa organizzazione sono stati ritenuti responsabili di numerosi omicidi, attacchi terroristici pianificati e altre azioni criminali.

## Storia

### Fondazione
Il gruppo è stato fondato nel 2013, ma la sua creazione è stata annunciata solo nel 2015 dal suo creatore, Brandon Russell, sul forum web neofascista IronMarch.org che, prima della sua chiusura nel 2017, è stato sede della pianificazione di diversi atti di terrorismo neonazista e di riunione di organizzazioni violente di estrema destra come National Action, CasaPound e Alba Dorata. Nei suoi primi post, l'Atomwaffen Division si autodefiniva come una "banda di camerati fanatici e ideologici che fanno attivismo e addestramento militare, diffondendo nel mondo la consapevolezza con mezzi non convenzionali", e da allora ha raccolto sempre più iscritti. Il gruppo era composto per lo più da giovani, la maggior parte dei quali reclutati nei campus universitari tramite campagne che incoraggiavano gli studenti a "unirsi ai nazisti locali", e da veterani e membri delle forze armate statunitensi, che si occupano di addestrare militarmente gli altri membri dell'organizzazione. Un ufficiale della marina degli Stati Uniti è stato addirittura espulso per aver reclutato dodici membri e altri quattro sono stati accusati e incriminati per produzione illegale di armi da fuoco per il gruppo.

### Alleanze
L'Atomwaffen Division è alleata con altre organizzazioni di estrema destra come il Reggimento Azov e altre organizzazioni terroristiche come il Movimento Imperiale Russo e l'Ordine dei Nove Angoli. Nell'ottobre 2020 l'Ucraina ha espulso due membri dell'Atomwaffen che avevano cercato di unirsi all'Azov e di incitarlo a commettere omicidi e atti terroristici per rovesciare il governo.

### Leadership dell'organizzazione

James Mason, ideologo dell'Atomwaffen Division

Il primo leader dell'Atomwaffen Division fu il suo fondatore, Brandon Russell, che la guidò dal 2013 fino al suo arresto nel 2017 quando si dichiarò colpevole presso una corte federale di possesso illegale di dispositivi esplosivi ad alto raggio. Gli succedette il suo braccio destro John Cameron Denton, che però non fece altro che seguire le istruzioni che Russell gli inviava dalla prigione, insieme alle istruzioni per la costruzione di esplosivi. Ad un certo punto la leadership passò a Kaleb Cole. Altro membro importante dell'Atomwaffen Division fu James Nolan Mason che, dopo essere stato reclutato da alcuni membri, ne divenne ideologo e consigliere. Difatti, l'Atomwaffen Division ha più volte affermato di basare la propria ideologia sugli scritti di Mason, oltre che sulle posizioni politiche di George Lincoln Rockwell.

### La presunta dissoluzione e la messa al bando
Il 14 marzo 2020, Mason ha dichiarato che l'organizzazione si era sciolta. Tuttavia, si ritiene che questa fosse una mossa progettata per evitare la designazione del gruppo come organizzazione terroristica dal governo degli Stati Uniti, governo che ha dichiarato di temere un ritorno delle attività militari neonaziste dell'Atomwaffen Division. Infatti, un documento di intelligence distribuito dalle forze dell'ordine federali avvertiva che l'Atomwaffen e le sue filiali discutevano di trarre vantaggio dalla pandemia COVID-19 per "accrescere il proprio potere" e, il 25 marzo 2020, un uomo del Missouri, affiliato all'organizzazione, provò a distruggere un ospedale che curava le vittime del coronavirus con un'autobomba, ma morì in una sparatoria con l'FBI. Il 22 aprile 2021, il governo britannico ha annunciato la messa al bando dell'Atomwaffen come organizzazione terroristica, e, subito dopo, azioni simili furono effettuate dal Canada e dall'Australia, che hanno messo fuori legge le filiali locali dell'Atomwaffen nell'ambito di ampi divieti contro le organizzazioni di estrema destra.

## Ideologia
L'organizzazione sostiene esplicitamente il neonazismo e il neofascismo, traendo una notevole quantità di influenze da James Mason, un neonazista e negazionista dell'Olocausto che sostiene l'omicidio e la violenza per creare illegalità e anarchia e destabilizzare il sistema, e dalla sua pubblicazione Siege, una newsletter del Fronte di Liberazione Nazionalsocialista della metà degli anni '80 che rendeva omaggio ad Adolf Hitler, Joseph Tommasi, Charles Manson e Savitri Devi, che è una lettura obbligatoria per tutti i membri dell'Atomwaffen Division. Essa trae anche influenze dall'esoterismo nazista e dall'occulto, e la sua lista di letture consigliate per gli aspiranti iniziati include le opere di Savitri Devi e quelle di Anton Long, membro fondatore dell'Ordine dei Nove Angoli, neonazista britannico e leader satanista.

## Principali filiali internazionali

### Regno Unito - "Sonnenkrieg Division"

Logo della Sonnenkrieg Division

La Sonnenkrieg Division ("sonnenkrieg" in tedesco significa "guerra del sole") è un gruppo neonazista, filiale dell'Atomwaffen Division con sede nel Regno Unito. È emerso nel dicembre 2018, quando è stato rivelato che i membri del gruppo avevano suggerito sul server Discord del gruppo che il principe Harry era un "traditore della razza" che dovrebbe essere fucilato per aver sposato Meghan Markle, che è di razza mista, che gli agenti di polizia dovrebbero essere violentati e uccisi, e che le donne bianche che escono con non-bianchi dovrebbero essere impiccate. Al momento della sua formazione, nel 2018, si ritiene che il gruppo avesse dai 10 ai 15 membri, e si pensa che alcuni di essi siano stati coinvolti in un precedente gruppo neonazista, National Action, collegato a vari atti di violenza razziale e incendi dolosi nel Regno Unito La BBC ha rivelato che i leader del gruppo erano i due giovani Andrew Dymock e Oskar Dunn-Koczorowski, ex militanti di National Action. La polizia ha arrestato tre presunti membri della Sonnenkrieg Division all'inizio di dicembre 2018 come parte di una "indagine in corso su attività di estrema destra". Il 18 giugno 2019, i membri di Sonnenkrieg Dunn-Koczorowski e Michal Szewczuk sono stati incarcerati per reati di terrorismo. Secondo il procuratore, gli uomini promuovevano "un attacco totale al sistema", avendo Dunn-Koczorowski proclamato che "il terrore è la migliore arma politica, perché nulla spinge le persone più della paura di una morte improvvisa" ed erano intenzionati ad agire. Inoltre, il gruppo era influenzato da James Mason, che "potrebbe rappresentare l'espressione più violenta, rivoluzionaria e potenzialmente terroristica dell'estremismo di destra attuale".

### Germania - "AWD Deutschland"
Il 1º giugno 2018, in un video in tedesco e inglese intitolato AWD Deutschland: Die Messer werden schon gewetzt (tradotto in italiano: "AWD Germania: i coltelli stanno venendo affilati"), il gruppo ha annunciato la creazione di una cellula terroristica affiliata all'Atomwaffen Division in Germania, chiamata AWD Deutschland, seguita dalla promessa di una "lunga lotta per sovvertire il potere". I volantini del gruppo sono stati avvistati a Berlino, e alcuni studenti hanno dichiarato di essere stati approcciati da membri del gruppo per essere reclutati. Nel giugno 2019, un voltantino propagandistico dell'Atomwaffen è stato scoperto in un quartiere turco di Colonia, sul luogo di un attacco con un ordigno esplosivo, nel quale i militanti minacciavano ulteriori attacchi simili in futuro. Il 5 febbraio 2020, un membro di 22 anni è stato arrestato in una città bavarese vicino al confine ceco e gli sono state confiscate diverse armi da fuoco. Secondo la polizia tedesca, l'uomo aveva annunciato ad altri membri del gruppo la sua intenzione di "martirizzarsi" in un attacco contro i loro "nemici". Inoltre, avrebbe istruito gli altri su come procurarsi e contrabbandare armi da fuoco illegale.

### Italia - "Nuovo Ordine Sociale"
Già attivi in precedenza nella Svizzera italiana, nel 2021 gli Atomwaffen fondarono in Italia una delle loro più grandi filiali, con 38 membri e con sede a Savona, in Liguria. Il gruppo si chiama Nuovo Ordine Sociale. Il 22 gennaio 2021, la polizia ha arrestato a Savona un leader di 22 anni, Andrea Cavalleri, e ha perquisito le case di altri 12 membri a Genova, Torino, Cagliari, Forlì-Cesena, Palermo, Perugia e Bologna, in un'operazione antiterrorismo. Sono state sequestrate diverse armi da fuoco. Cavalleri è sospettato, tra l'altro, di aver pianificato una sparatoria di massa, ma la polizia ha dichiarato di aver sventato l'attacco arrestandolo. Secondo gli inquirenti, Cavalleri avrebbe anche pubblicato e distribuito propaganda che incitava alla rivoluzione contro il "governo di occupazione sionista" (eufemismo per gli ebrei al governo) e allo sterminio del popolo ebraico e dei "traditori della razza", principalmente comunisti e italiani sposati con immigrate. Il Nuovo Ordine Sociale si è descritto come "un'unità speciale di rivoluzionari nazionalsocialisti" che "accoglie solo guerrieri pronti a morire" e che ha "la guerra razziale come scopo principale". Il 27 dicembre 2021, cinque leader italiani dell'Atomwaffen furono arrestati e furono condotte perquisizioni a Pordenone, Brindisi, Milano, Torino e Ferrara.

### Russia - "AWD Russland"

Bandiera dell'AWD Russland

Il 31 maggio 2020 è stato annunciato che in Russia è stata scoperta una nuova cellula di Atomwaffen, l'AWD Russland che avrebbe ricevuto un addestramento militare dal Movimento Imperiale Russo, designato come organizzazione terroristica dal Dipartimento di Stato degli Stati Uniti d'America, tra cui il leader Kaleb Cole. Diverse indagini sono riuscite a identificare alcuni dei membri del gruppo, la maggior parte dei quali erano stati in precedenza attivi nella bandita Società Nazional-Socialista, nota perché alcuni cui membri avevano commesso 27 omicidi e decapitato un informatore della polizia.